# Перемога (Олександрія)
Перемога, селище Перемога, Перемозький мікрорайон — житловий масив міста Олександрія, колишнє робітниче селище.

## Розташування
Перемога знаходиться на правому березі Інгульця, і є найзахіднішим мікрорайоном міста. Перемозький мікрорайон відокремлений від більшості житлових масивів міста і сполучається на сході лише з П'ятнадцятим мікрорайоном. З півдня від масиву розташовується два невеликі водосховища.
На крайньому південному-заході масиву знаходиться колишнє село Вербова Лоза (включене до складу міста 1971 р.). Місцевість на південному-заході Перемоги, що відокремлена від решти кварталів великою балкою, тобто починаючи з вулиці Філатова, має в народі назву Забалка..
З південного боку масив обмежується дорогою на Нову Прагу (автошлях Т 1205). На півночі через мікрорайон проходить дорога на Знам'янку (М 04).

## Історія
Селище виникло у другій половині 1940-их років як робітниче поселення у зв'язку з інтенсивним розвитком промисловості міста, у першу чергу — буровугільної. Поруч із селищем розташовувалися такі підприємства як Олександрійська ТЕЦ 1-2, Байдаківська брикетна фабрика, Байдаківський вугільний розріз.
Спершу селище мало назву «А», згодом було перейменоване на Перемога.
Згодом селище було приєднане до Олександрії між 1967 та 1971 роками.

## Опис
В центрі Перемога забудована переважно двоповерховими житловими будинками на кілька квартир, кінця 1940-1950-тих років. На північному-сході пізніша п'яти- та дев'ятиповерхова житлова забудова. Також присутні великі масиви малоповерхової приватної житлової забудови.
На Перемозі знаходяться два дитсадка, № 8 і № 28, загальноосвітня школа І-ІІІ ступенів № 10, професійно-технічне училище № 7, Олександрійський педагогічний коледж ім. В. О. Сухомлинського, Олександрійська філія КІРУЕ, Благодійний центр соціальної допомоги та реабілітації «Джерело життя».
Тут розташовується другий за розмірами стадіон в Олександрії — «Олімп». Є своє поштове відділення № 6. На східній околиці розташовується комплекс споруд колишньої Олександрійської фабрики діаграмних паперів.
|                                              |  |                                                              |  |                                                              |  |
| Будинок на площі Миру                        |  | Житловий будинок початку 1950-тих років у центрі мікрорайону |  | Житловий будинок початку 1950-тих років у центрі мікрорайону |  |
|                                              |  |                                                              |  |                                                              |  |
| Житлова багатоповерхова забудова             |  | Житлова багатоповерхова забудова                             |  | КСК «Олімп»                                                  |  |
|                                              |  |                                                              |  |                                                              |  |
| Педагогічний коледж ім. В. О. Сухомлинського |  | Перемозьке водосховище                                       |  | Олександрійська фабрика діаграмних паперів                   |  |